# 신사본청

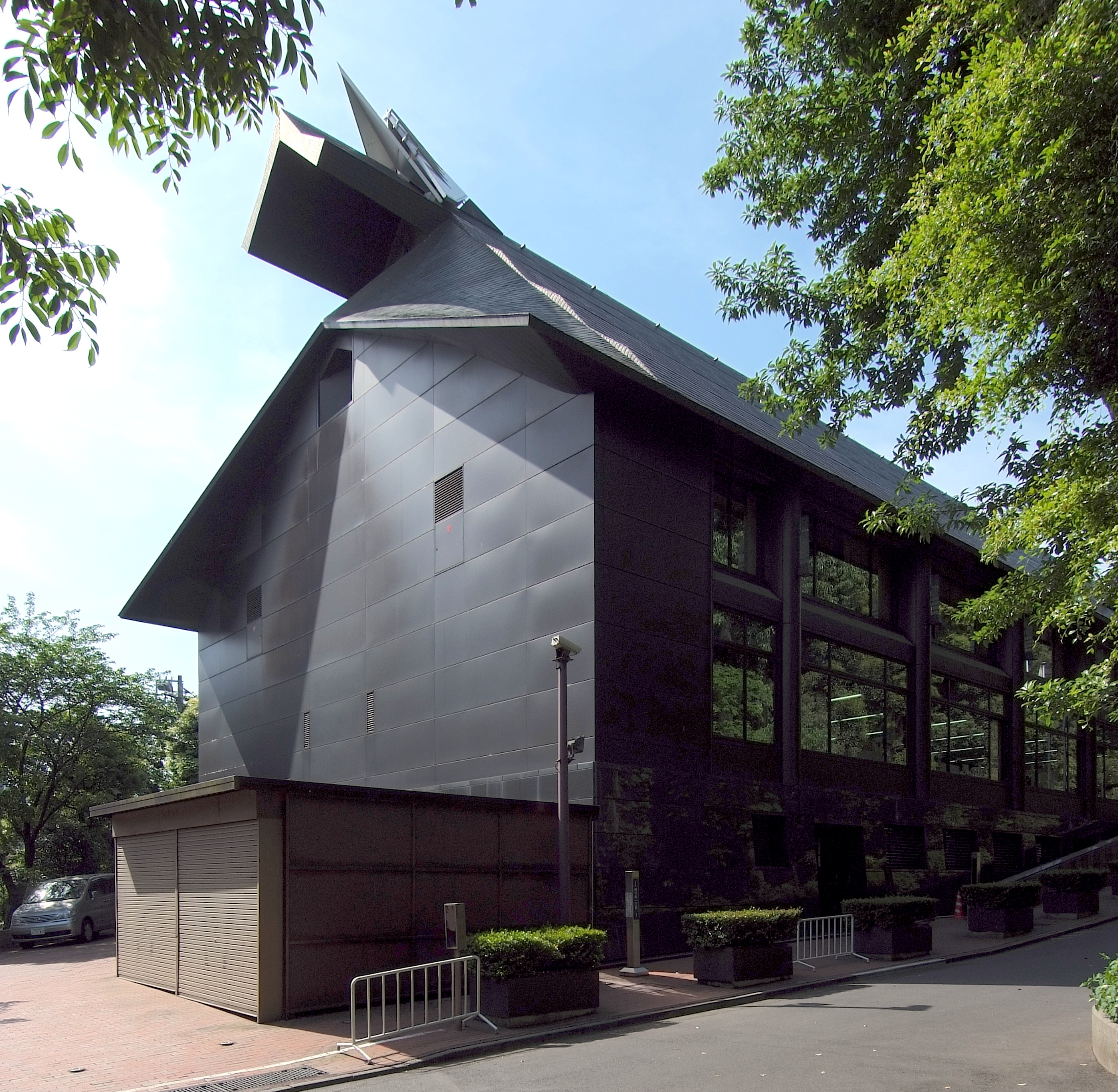

신사본청(일본어: 神社本庁 진자혼초[*])은 일본의 종교 법인 중 하나로, 일본 신토를 대변한다. 이세 신궁(伊勢神宮)을 총본산으로 두고, 일본 전역의 약 8만여개의 신사를 총괄하고 있다.

## 같이 보기
- 일본의 3대 신사
  - 이즈모 대사 - 시마네현 이즈모시 소재
  - 이세 신궁 - 미에현 이세시 소재
  - 오미와 신사(ja:大神神社) - 나라현 사쿠라이시 소재